# Christina Wolfe
Christina Wolfe (Londres, 8 de septiembre de 1989) es una actriz británica. Sus papeles notables incluyen a Kathryn Davis en The Royals, Julia Pennyworth en Batwoman y Kate en Fin de semana en Croacia. Es conocida también por interpretar a Robyn en el videojuego Need for Speed.

## Primeros años y educación
Wolfe asistió a la Universidad de Durham y estudió inglés y filosofía. También se formó en el Drama Studio London.

## Carrera profesional
Wolfe interpretó a Kathryn Davis en The Royals, que estuvo al aire durante tres temporadas en E!. Su personaje estuvo involucrado con los príncipes Liam y Robert. La serie terminó en un suspenso, con el personaje de Wolfe siendo secuestrado y embarazada del bebé de Liam.
Luego apareció en la serie de The CW Batwoman como Julia Pennyworth, la hija de Alfred Pennyworth.
Wolfe aparece en la película de Netflix de 2022 Fin de semana en Croacia en un papel destacado. Wolfe interpreta a Kate, una mujer que convence a su mejor amiga Beth (Leighton Meester) de viajar a Croacia para una escapada de fin de semana. Sin embargo, cuando Kate desaparece, Beth se ve obligada a averiguar qué le pasó. La película se estrenó en Netflix el 3 de marzo de 2022.

## Filmografía

### Cine
| Año  | Título                   | Papel                    | Notas                                             |
| ---- | ------------------------ | ------------------------ | ------------------------------------------------- |
| 2013 | Spot                     | Diana                    | Cortometraje; acreditada como Christina Ulfsparre |
| 2014 | Sleeping Beauty          | Annabelle                | Acreditada como Christina Ulfsparre               |
| 2014 | Hercules Reborn          | Princesa Theodora        | Acreditada como Christina Ulfsparre               |
| 2014 | Fury                     | Chica guapa en bicicleta | Sin acreditar                                     |
| 2014 | From A to B              | Julie                    | Acreditada como Christina Ulfsparre               |
| 2015 | Yours Accidentally       | Rebecca                  | Cortometraje; acreditada como Christina Ulfsparre |
| 2016 | Angel of Decay           | Carol DaRonch            |                                                   |
| 2016 | Level Up                 | Kya                      |                                                   |
| 2018 | Tin Holiday              | Kelly                    | Acreditada como Christina Ulfsparre               |
| 2019 | Icarus Rising            | Mesera                   | Acreditada como Christina Ulfsparre               |
| 2020 | The (Un)Holy Trinity     | Eve                      | Cortometraje                                      |
| 2022 | Fin de semana en Croacia | Kate                     |                                                   |

### Televisión
| Año       | Título                          | Papel            | Notas                                          |
| --------- | ------------------------------- | ---------------- | ---------------------------------------------- |
| 2010      | Doctor Mateo                    | Inga             | 3 episodios                                    |
| 2014      | West End Girls                  | Sarah Jayne      | Telefilme; acreditada como Christina Ulfsparre |
| 2015      | Drowning in Sunshine            | Vera             | Miniserie; acreditada como Christina Ulfsparre |
| 2015      | Serial Thriller: Angel of Decay | Carol            | Episodio: «Angel of Decay Part 2»              |
| 2015      | Playhouse Presents              | Miss Endway      | Episodio: «King for a Term»                    |
| 2016      | Holby City                      | Astrid Taylor    | Episodio: «From Bournemouth with Love»         |
| 2016-2018 | The Royals                      | Kathryn Davis    | 17 episodios                                   |
| 2019      | Very Valentine                  | Rosaria          | Telefilme                                      |
| 2019-2021 | Batwoman                        | Julia Pennyworth | 11 episodios                                   |

### Videojuegos
| Año  | Título         | Papel | Notas                        |
| ---- | -------------- | ----- | ---------------------------- |
| 2015 | Need for Speed | Robyn | Voz y escenas en imagen real |